# Lemar

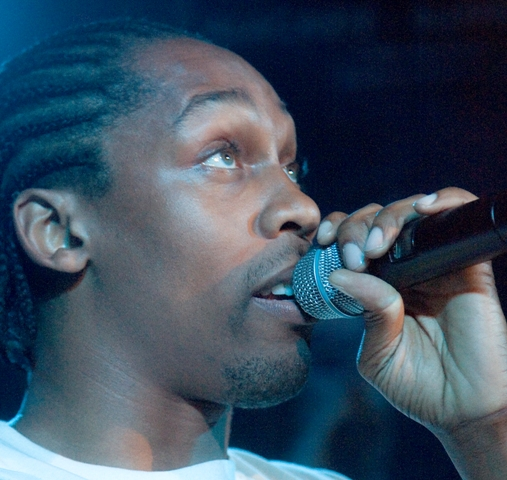
Lemar (2007)

Lemar (* 4. April 1978 in Tottenham, London als Lemar Obika) ist ein igbo-britischer R&B-Sänger.

## Karriere
Lemar begann seine Karriere im Vorprogramm von Usher und Destiny’s Child. Trotzdem wurde er lange Zeit nicht beachtet und nur langsam baute sich seinen Ruf auf. Ein von ihm bereits unterschriebener Major Label Vertrag wurde aufgrund interner Umstrukturierungen von Labelseite aus aufgelöst. Seinen Durchbruch schaffte er schließlich 2002 mit der Teilnahme an der Castingshow Fame Academy des britischen Fernsehsenders BBC.
Am 18. April 2005 veröffentlichte Lemar aus seinem Album „Time to Grow“ die Single „If There's Any Justice“. Am 25. April 2005 erschien „Time to Grow“ in Deutschland bei Sony BMG. Am 4. September 2006 erschien dann die neue Single „It's Not That Easy“ aus dem dritten Album „The Truth About Love“ (erscheint am 19. September) in England.
Im April und Mai 2007 ist Lemar in Deutschland live als „Special Guest“ von Beyoncé zu sehen gewesen. 2018 nahm er an der zehnten Staffel der Eiskunstlaufshow Dancing on Ice teil.
Heute gehört Lemar zu den bekanntesten europäischen RnB-Stars, obwohl typischerweise die US-Künstler die meiste Aufmerksamkeit auf sich ziehen. Lemar wird von Kritikern auf eine Stufe mit anderen international renommierten UK-Acts wie Jamelia gestellt.
Von Dezember 2023 bis Februar 2024 nahm Lemar als Cricket an der fünften Staffel der britischen Version von The Masked Singer teil, in der er den dritten Platz erreichte.

## Diskografie

### Studioalben
| Jahr | Titel                | Höchstplatzierung, Gesamtwochen, AuszeichnungChartplatzierungen (Jahr, Titel, Platzierungen, Wochen, Auszeichnungen, Anmerkungen) | Höchstplatzierung, Gesamtwochen, AuszeichnungChartplatzierungen (Jahr, Titel, Platzierungen, Wochen, Auszeichnungen, Anmerkungen) | Höchstplatzierung, Gesamtwochen, AuszeichnungChartplatzierungen (Jahr, Titel, Platzierungen, Wochen, Auszeichnungen, Anmerkungen) | Höchstplatzierung, Gesamtwochen, AuszeichnungChartplatzierungen (Jahr, Titel, Platzierungen, Wochen, Auszeichnungen, Anmerkungen) | Anmerkungen                              |
| Jahr | Titel                | DE | AT | CH | UK | Anmerkungen                              |
| ---- | -------------------- | --- | --- | --- | --- | ---------------------------------------- |
| 2003 | Dedicated            | — | — | CH54 (3 Wo.)CH | UK16 Platin · (25 Wo.)UK | Erstveröffentlichung: 24. November 2003  |
| 2004 | Time to Grow         | DE55 (3 Wo.)DE | AT68 (1 Wo.)AT | CH38 (5 Wo.)CH | UK8 ×2Doppelplatin · (30 Wo.)UK                                                                                                   | Erstveröffentlichung: 29. November 2004  |
| 2006 | The Truth About Love | — | — | CH87 (1 Wo.)CH | UK3 Platin · (33 Wo.)UK | Erstveröffentlichung: 11. September 2006 |
| 2008 | The Reason           | — | — | — | UK41 Silber · (5 Wo.)UK | Erstveröffentlichung: 24. November 2008  |
| 2012 | Invincible           | — | — | — | UK49 (1 Wo.)UK | Erstveröffentlichung: 8. Oktober 2012    |
| 2015 | The Letter           | — | — | — | UK31 (1 Wo.)UK | Erstveröffentlichung: 9. Oktober 2015    |
| 2023 | Page in My Heart     | — | — | — | — | Erstveröffentlichung: 24. März 2023      |

### Kompilationen
| Jahr | Titel Album | Höchstplatzierung, Gesamtwochen, AuszeichnungChartsChartplatzierungen (Jahr, Titel, Album, Platzierungen, Wochen, Auszeichnungen, Anmerkungen) | Anmerkungen                        |
| Jahr | Titel Album | UK | Anmerkungen                        |
| ---- | ----------- | --- | ---------------------------------- |
| 2010 | The Hits    | UK18 Silber · (5 Wo.)UK | Erstveröffentlichung: 8. März 2010 |

### Singles
| Jahr | Titel Album                                  | Höchstplatzierung, Gesamtwochen, AuszeichnungChartplatzierungen (Jahr, Titel, Album, Platzierungen, Wochen, Auszeichnungen, Anmerkungen) | Höchstplatzierung, Gesamtwochen, AuszeichnungChartplatzierungen (Jahr, Titel, Album, Platzierungen, Wochen, Auszeichnungen, Anmerkungen) | Höchstplatzierung, Gesamtwochen, AuszeichnungChartplatzierungen (Jahr, Titel, Album, Platzierungen, Wochen, Auszeichnungen, Anmerkungen) | Höchstplatzierung, Gesamtwochen, AuszeichnungChartplatzierungen (Jahr, Titel, Album, Platzierungen, Wochen, Auszeichnungen, Anmerkungen) | Anmerkungen                                               |
| Jahr | Titel Album                                  | DE | AT | CH | UK | Anmerkungen                                               |
| --- | -------------------------------------------- | --- | --- | --- | --- | --------------------------------------------------------- |
| 2003 | Dance (With U) Dedicated                     | DE71 (6 Wo.)DE | — | CH89 (2 Wo.)CH | UK2 (11 Wo.)UK | Erstveröffentlichung: 18. August 2003                     |
| 2003 | 50/50 / Lullaby Dedicated                    | — | — | — | UK5 (14 Wo.)UK | Erstveröffentlichung: 17. November 2003                   |
| 2004 | Another Day Dedicated                        | — | — | — | UK9 (6 Wo.)UK | Erstveröffentlichung: 23. Februar 2004                    |
| 2004 | If There’s Any Justice Time to Grow          | DE42 (8 Wo.)DE | AT41 (13 Wo.)AT | CH48 (15 Wo.)CH | UK3 Silber · (18 Wo.)UK | Erstveröffentlichung: 15. November 2004                   |
| 2005 | Time to Grow                                 | — | — | CH22 a (11 Wo.)CH | UK9 (11 Wo.)UK | Erstveröffentlichung: 28. März 2005                       |
| 2005 | Don’t Give It Up Time to Grow                | — | — | — | UK21 (5 Wo.)UK | Erstveröffentlichung: 1. August 2005                      |
| 2006 | It’s Not That Easy The Truth About Love      | — | — | — | UK7 (14 Wo.)UK | Erstveröffentlichung: 4. September 2006                   |
| 2006 | Someone Should Tell You The Truth About Love | — | — | — | UK21 (7 Wo.)UK | Erstveröffentlichung: 20. November 2006                   |
| 2007 | Tick Tock The Truth About Love               | — | — | — | UK45 (2 Wo.)UK | Erstveröffentlichung: 19. März 2007                       |
| 2008 | Saturday Night Hustle The Signature LP       | — | — | — | UK67 (1 Wo.)UK | Erstveröffentlichung: 15. September 2008 Sway feat. Lemar |
| 2008 | If She Knew The Reason                       | — | — | — | UK14 (10 Wo.)UK | Erstveröffentlichung: 10. November 2008                   |
| 2009 | Weight of the World The Reason               | — | — | — | UK31 (5 Wo.)UK | Erstveröffentlichung: 2. März 2009                        |
| 2010 | The Way Love Goes The Hits                   | — | — | — | UK8 (7 Wo.)UK | Erstveröffentlichung: 14. Februar 2010                    |
| 2012 | Invincible                                   | — | — | — | UK158 (1 Wo.)UK | Erstveröffentlichung: 12. August 2012                     |
| Folgende Lieder erschienen nicht als Single, wurden aber durch das Album zum Download und Streaming bereitgestellt und konnten somit eine Platzierung erlangen: |                                              | | | | |                                                           |
| |                                              | | | | |                                                           |
| 2010 | What About Love The Hits                     | — | — | — | UK160 (1 Wo.)UK | feat. JLS                                                 |

Weitere Singles
- 2010: Coming Home
- 2015: The Letter
- 2015: Love Turned Hate
- 2015: Higher Love
- 2018: Starlight
- 2020: Lean on Me
- 2020: All of My Love
- 2023: Future Love
- 2023: Dust

## Auszeichnungen für Musikverkäufe
| Goldene Schallplatte - Irland - 2005: für das Album Time to Grow |

Anmerkung: Auszeichnungen in Ländern aus den Charttabellen bzw. Chartboxen sind in ebendiesen zu finden.
| Land/RegionAuszeichnungen für Musikverkäufe (Land/Region, Auszeichnungen, Verkäufe, Quellen) | Silber     | Gold  | Platin     | Verkäufe  | Quellen        |
| -------------------------------------------------------------------------------------------- | ---------- | ----- | ---------- | --------- | -------------- |
| Irland (IRMA)                                                                                | —          | Gold1 | —          | 7.500     | irishcharts.ie |
| Vereinigtes Königreich (BPI)                                                                 | 3× Silber3 | —     | 4× Platin4 | 1.520.000 | bpi.co.uk      |
| Insgesamt                                                                                    | 3× Silber3 | Gold1 | 4× Platin4 |           |                |

## Auszeichnungen
- 2004: „Best Urban Artist“
- 2005: „Best Album“ (Time to Grow)
- 2005: „UK Act of the Year“